# La sed verdadera
"La sed verdadera" es una canción compuesta por el músico argentino Luis Alberto Spinetta, que integra -como track 5- el álbum Artaud de 1973, de Luis Alberto Spinetta bajo el nombre de Pescado Rabioso, álbum que ha sido considerado el mejor de la historia del rock argentino.
El tema es interpretado exclusivamente por Luis Alberto Spinetta (voz, guitarra eléctrica, guitarra acústica y platillos).
La canción fue seleccionada por Spinetta para interpretar en el concierto unplugged de la cadena MTV, denominado Estrelicia (1997), donde realiza una versión estrictamente solista, acompañándose con una guitarra acústica.

## Contexto
El álbum Artaud fue compuesto por Spinetta en el segundo semestre de 1973, inspirándose en la obra del poeta y dramaturgo surrealista Antonin Artaud, especialmente en sus obras Heliogábalo o el anarquista coronado (1934) y Van Gogh, el suicidado por la sociedad (1947). Spinetta se siente impactado por la tragedia y el sufrimiento, pero a la vez por la riqueza interior, de esos personajes vulnerables, alienados y marginados, como Artaud, el creador del teatro de la crueldad que inauguró el teatro moderno y fue encerrado en los manicomios franceses; Heliogábalo, el emperador transgénero anarquista descuartizado cuando tenía solo 18 años; y Vincent Van Gogh, el genial pintor suicidado por una sociedad que no toleraba su visión del mundo.
El disco fue concebido en un momento crucial de la historia sudamericana, de alta violencia política, en el que comenzaban a instalarse dictaduras cívico-militares, coordinadas entre sí por medio del Plan Cóndor y apoyadas por Estados Unidos, que anularían completamente la vigencia de los derechos humanos durante dos décadas. El músico relacionaba ese momento del país, con la desesperación que transmitía la obra de Artaud y el nihilismo del rock expresado en las drogas y la "promiscuidad sin sentido", y lo sentía incompatible con su propia visión del rock y de la vida, expresada en el Manifiesto cuyo título toma de la evaluación que Artaud hace de Van Gogh, "Rock: música dura, la suicidada por la sociedad", y que Spinetta publica simultáneamente con el disco. En su Manifiesto Spinetta denuncia la "profesionalidad" y el "negocio del rock", "porque en esa profesionalidad se establece un juego que contradice la liberación, que pudre el instinto". Spinetta expone aquí la necesidad de preservar una visión dura de la realidad, que es la esencia del rock, y dar a la vez una respuesta basada en el amor:

Quien lo haya leído (a Artaud) no puede evadirse de una cuota de desesperación. Para él la respuesta del hombre es la locura; para Lennon es el amor. Yo creo más en el encuentro de la perfección y la felicidad a través de la supresión del dolor que mediante la locura y el sufrimiento. Creo que sólo si nos preocupamos por sanear el alma vamos a evitar distorsiones sociales y comportamientos fascistas, doctrinas injustas y totalitarismos, políticas absurdas y guerras deplorables. La única forma de hacer subir el peso es con amor.
Luis Alberto Spinetta

## La canción
"La sed verdadera" es el quinto track del álbum Artaud. Se trata de un tema con formato acústico, con fraseos de guitarra eléctrica y un final de ruidos grabados, producidos por Juan Carlos Robles Robertone.
La letra es un diálogo personal de Spinetta con cada persona de su público, insistiendo en una de las luchas constantes del músico, por evitar ser puesto en un lugar de ídolo:

Sé muy bien que has oído hablar de mí
y hoy nos vemos aquí,
pero la paz
en mí nunca la encontrarás.
Si no es en vos,
en mí nunca la encontrarás.
La sed verdadera

El crítico musical Claudio Kleinman, en un artículo en la revista Rolling Stone, describe del siguiente modo sus impresiones sobre la canción:

"LA SED VERDADERA". Spinetta solo con sus guitarras (acústicas y eléctricas) en otro de los temas en que parece dialogar con los conflictos entre el artista y su público, así como la relación con un movimiento de rock próximo a concluir su etapa contracultural, sujeto de numerosos debates de la época (para la presentación en vivo de este álbum, Spinetta escribió el manifiesto "Rock: música dura, la suicidada por la sociedad"). Luis parece criticar cierta actitud indolente del público que espera que todo venga del artista, sin hacerse cargo de su propia vida ("la paz en mí nunca la encontrarás/ si no es en vos... creíste en todo lo que te di/ y nada salió de vos"). Concluye con otra de las frases emblemáticas de Artaud: "Las luces que saltan a lo lejos/ no esperan que vayas a apagarlas jamás". Al final, el sonido ambiente en que se escuchan conversaciones, ruidos de vasos y el sonido de una sirena parece confirmar esta idea de que el tema trata del rock y su contexto en ese momento, represión policial incluida.
Claudio Kleinman

Eduardo Berti, autor en 1988 del libro Conversaciones e iluminaciones, basado en sus largas conversaciones con Spinetta analizó en "La sed verdadera" el modo directo de interpelar al oyente de Spinetta y el rock en general:

“La sed verdadera” muestra otro de sus recursos más usuales: el de dirigirse al oyente, apelándolo en segunda persona (“sé muy bien que has oído hablar de mí”) y desafiándolo, casi como el Cortázar de Rayuela a salir de toda pasividad (“nada salió de vos”, “la paz en mí nunca la encontrarás”). La segunda persona es bastante frecuente no sólo en el rock: diversos tangos (“Muñeca brava”, “Shusheta”) lograron así que el oyente se sintiera más implicado, creando la ilusión de que el cantor se dirige a él cuando, en realidad, se está dirigiendo al personaje. No obstante, en el caso de Spinetta (y de otros letristas del rock, como Moris en “De nada sirve”) se suele, en efecto, interpelar al oyente, como si un “hermano mayor” diera consejos: “Abre un poco tu mente / no te dejes desanimar” (García); “Abre tu mente al mundo” (Spinetta). Que Spinetta y García hayan coincidido en esta idea (la de abrir la mente) lejos está de ser una casualidad. Si un propósito se ha arrogado el rock ha sido el de abrir puertas y “demoler paredes” (la obra de Pink Floyd es un emblema perfecto).
Eduardo Berti

## Versión unplugged enEstrelicia
La canción fue seleccionada por Spinetta para interpretar en el concierto unplugged de la cadena MTV, denominado Estrelicia (1997), donde realiza una versión estrictamente solista, acompañándose con una guitarra acústica.
El músico presentó el tema en esa ocasión con las siguientes palabras:

Voy a tocar un tema que se llama "La sed verdadera". Se supone que es la única sed insaciable y a la vez la única posible de ser saciada.
Luis Alberto Spinetta, 1997